# Mário de Figueiredo
Mário de Figueiredo GOC • GCSE • GCIH • CvIC • GCIP (Viseu, São Cipriano, Figueiró, 19 de Abril de 1890 – Lisboa, 19 de Setembro de 1969) foi um professor universitário e político português. Entre outros cargos de relevo, chega a ser presidente da Assembleia Nacional do Estado Novo, a despeito de ser monárquico.

## Formação académica
Ingressou inicialmente no Seminário de Viseu, onde foi colega de Salazar, e que frequentou com distinção, com destino à vida eclesiástica. Porém, após a Implantação da República Portuguesa, fez e concluiu o curso dos liceus naquela mesma cidade de Viseu, matriculando-se em seguida na Faculdade de Direito da Universidade de Coimbra, em 1912. Continuou, porém, em Viseu, como Professor e Prefeito do Colégio da Via Sacra, do Padre António Barreiros, vindo mais tarde fixar-se em Coimbra.
Concluída a Licenciatura em Direito em 1917 com altas avaliações, a 26 de Junho de 1920 era contratado para Membro do Júri de Exames de Estado na Faculdade de Direito, e a 13 de Dezembro de 1920 para Professor do 2.º Grupo, de Direito Internacional Privado, e para Serviço de Exames. A 31 de Dezembro de 1923 tomou posse do lugar de Assistente do 4.º Grupo, de Ciências Jurídicas, da mesma Faculdade, e, depois de ter prestado provas públicas, tomou posse, a 1 de Abril de 1924, do lugar de Professor Ordinário do referido 4.º Grupo. Em 1927, foi nomeado Secretário da Faculdade, doutorou-se em Direito em 1919 e, a 2 de Agosto de 1930, assumiu as funções de Director, cargo para que veio a ser expressamente nomeado a 28 de Julho de 1936, exercendo essas funções até 1940, ano em que foi nomeado Ministro da Educação Nacional, a 28 de Agosto. Tornou-se entretanto Professor Catedrático.
Em Coimbra, realizou várias conferências doutrinárias e culturais na Sala dos Capelos e no Centro Académico de Democracia Cristã, tendo orientado sessões de estudo nesta Associação. Era também membro do Instituto de Coimbra.

## Actividade política
Mário de Figueiredo acompanha Salazar ao longo de toda a sua carreira política.
A 7 de Março de 1927, foi nomeado, por Portaria, Membro da Conferência Económica Internacional, por parte de Portugal, na Sociedade das Nações, em Genebra.

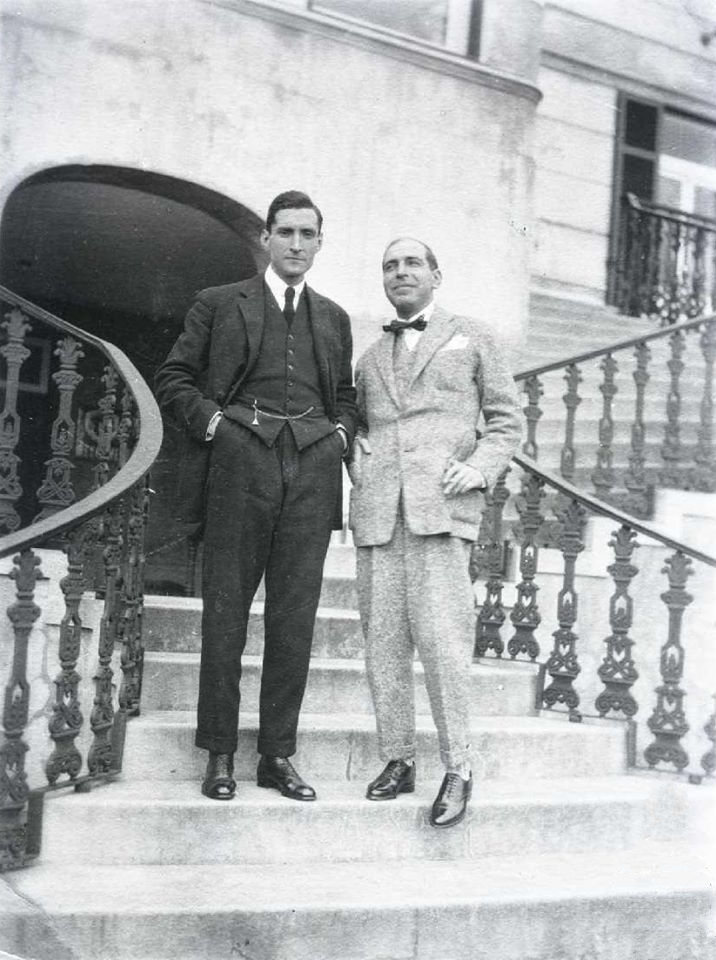
Salazar (esquerda) com Mário de Figueiredo em 1925.

A 7 de Novembro de 1928, é nomeado para a Comissão encarregada de presidir a um inquérito sobre a reforma do Ensino Secundário.
Sobraçou a pasta de Ministro da Justiça e dos Cultos desde 8 ou 10 de Novembro de 1928 até 8 de Julho de 1929.
A 20 de Julho de 1931, foi destacado em Missão de Estudo para junto da Sociedade das Nações.
A 26 de Abril de 1932, é nomeado Membro da Comissão encarregada de rever e actualizar a legislação portuguesa sobre a propriedade literária e artística.
Foi Membro Vogal do Conselho Político Nacional em 1932 e Deputado à Assembleia Nacional desde a primeira Legislatura, em 1934 ou 1935, até à morte, em 1969. Na Assembleia Nacional, evidenciou-se sempre como orador de notáveis recursos.
A 11 de Dezembro de 1934, é, também, incorporado na Comissão encarregada de redigir o programa-base do plano das instalações da Cidade Universitária de Coimbra.
Como Vogal Técnico para a liquidação da dívida portuguesa da Primeira Guerra Mundial, fez parte da Missão enviada expressamente a Londres.
Na cidade do Vaticano, a 7 de Maio de 1940, assinou o Acordo Missionário e a Concordata, entre Portugal e a Santa Sé, da qual foi um dos intervenientes no processo de elaboração e negociação, na qualidade de Ministro Plenipotenciário do Governo Português.
Entre 28 de Agosto de 1940 e 7 de Setembro de 1944 foi Ministro da Educação Nacional.
Em 1952 é nomeado, a título vitalício, Membro do Conselho de Estado.
Em 1961 é eleito Presidente da Assembleia Nacional, cargo que exerceu até à morte, em 1969.
Foi um dos opositores à nomeação de Marcelo Caetano como sucessor de Salazar na Presidência do Conselho de Ministros.

## Condecorações
Recebeu as seguintes condecorações: 
- Grande-Oficial da Ordem Militar de Nosso Senhor Jesus Cristo (30 de Novembro de 1928)[6]
- Cavaleiro da Ordem do Império Colonial (5 de Outubro de 1933)[6]
- Grã-Cruz da Antiga, Nobilíssima e Esclarecida Ordem Militar de Sant'Iago da Espada, do Mérito Científico, Literário e Artístico[5] (1 de Junho de 1939)[6]
- Grã-Cruz da Ordem da Instrução Pública (22 de Março de 1948)[6]
- Grã-Cruz da Ordem do Infante D. Henrique (5 de Julho de 1968)[6]

## Obras
Com o pseudónimo de Irmão, escreveu uma série de artigos no Jornal Católico de Viseu, enquanto estudante.
No Boletim da Faculdade de Direito da Universidade de Coimbra, na Revista de Legislação e Jurisprudência e noutras revistas, publicou colaboração diversa, versando, principalmente, assuntos de Direito Comercial e de Direito Internacional. O seu nome consta na lista de colaboradores do Boletim do Sindicato Nacional dos Jornalistas  (1941-1945).
Em livro, publicou:
- Contrato de conta corrente. Coimbra : Coimbra Editora, 1923.
- Supremo Tribunal de Justiça : revista cível no 42739 : recorrente Roberto Rafael Reynolds, recorrida D. Maria Isabel Bastos Reynolds. Lisboa : s.n., 1926.
- Minuta de agravo de injusta pronúncia : processo do Banco Angola e Metrópole (com José Beleza dos Santos). Coimbra : Coimbra Editora, 1927.
- Minuta de agravo de injusta pronúncia do Dr. Diogo Pacheco de Amorim (com José Beleza dos Santos). Coimbra : Coimbra Editora, 1927. 
  - Ambas as "minutas" acima eram sobre a burla de Alves Reis, ocorridas no fim da I República. Já em ditadura militar Mário de Figueiredo participou da defesa de Diogo Pacheco de Amorim, envolvido nos processos financeiros que haviam permitido a burla. Pacheco de Amorim era Professor da Faculdade de Ciências da Universidade de Coimbra e membro dirigente do Centro Académico de Democracia Cristã (tido como conservador e anti-republicano), tendo para a sua defesa a equipa legal de Mário de Figueiredo contado com o testemunho abonatório do então ex-ministro das finanças António de Oliveira Salazar.[8][9]
- Discurso proferido pelo Doutor Mário de Figueiredo na cerimónia de doutoramento dos doutores José Carlos Martins Moreira, João Pinto da Costa Leite e Fernando Andrade Pires de Lima. Coimbra : Coimbra Editora, 1931.
- Princípios essenciais do Estado Novo Corporativo. Coimbra : Biblioteca Geral da Universidade, 1936.[10].
- O contrato de 16 de Agosto de 1898 perante o código da estrada e seu regulamento : Companhia Carris de Ferro de Lisboa : parecer do ilustre professor da Faculdade de Direito de Coimbra, Senhor Doutor Mário de Figueiredo. Lisboa : Minerva Central, 1937.
- A concordata e o casamento. Lisboa : União Gráfica, 1940.
- Discurso proferido na solene sessão inaugural da Exposição das Publicações dos Congressos de 1940 comemorativos do Duplo Centenário, em 30 de julho de 1942. S.l. : s.n., 1942.
- Discurso na sessão inaugural do Congresso Luso-Espanhol do Porto, em 18 de Junho de 1942. S.l. : s.n., 1943.
- A liberdade e a democracia. Lisboa : Companhia Nacional Editora, 195-.
- Correspondência entre Mário de Figueiredo e Oliveira Salazar. Lisboa : Comissão do Livro Negro sobre o Regime Fascista, 1986.

Prefaciou:
- REIS, Mário Simões dos. Arbitragens de Lourenço Marques : (pendências de Portugal com a Inglaterra e com esta e a América do Norte, relativas a primeira à baía e a segunda ao caminho de ferro, em que foram árbitros, respectivamente o Presidente da República Francesa, Marechal de Mach Mahon, Duque de Magenta, e os jurisconsultos Joseph Blaesi, Andreas Heussler e Charles Soldan. Lisboa : [s.n.], 1936.

Na biblioteca da Universidade de Coimbra, há um arquivo com o seu nome, com muitos documentos do seu antigo acervo pessoal, incluindo os seus próprios escritos.

## Vida Pessoal
Casado com Maria de Magalhães Mexia de Figueiredo, da família Magalhães Mexia, da Lousã.